# AGO DV.3
L'AGO DV.3 fu un aereo militare monomotore, monoposto e biplano, sviluppato dall'azienda aeronautica tedesco imperiale AGO Flugzeugwerke GmbH negli anni dieci del XX secolo e rimasto allo stadio di prototipo.
Prpposto alla Luftstreitkräfte, la componente aerea del Deutsches Heer (l'esercito imperiale tedesco), nel ruolo di scout non raggiunse le prestazioni richieste in sede di progetto e il suo sviluppo venne abbandonato.